# 福井裕佳梨・川本成のカニフラワー
福井裕佳梨・川本成のカニフラワー（ふくいゆかり・かわもとなるのかにふらわー）は、文化放送にて2007年4月8日から放送を開始したラジオ番組。2008年3月30日の放送をもって終了。
また、2007年9月4日からは、地上デジタル音声放送実用化試験局の「超!A&G+」でも放送を開始。2008年4月1日の放送をもって終了。

## 番組概要
パーソナリティの福井裕佳梨と川本成による、ラジオトーク番組。
二人はアニメ「Saint October」で共演しており、番組内においてもSaint Octoberが話題にされている。二人の出会い自体は過去にテレビのバラエティー番組で共演した事があると番組内で述べられている。
番組名の「カニフラワー」は、福井裕佳梨が「カニ」と「花」が好きという事から作られた造語。
通称は「カニフラ」。
コナミデジタルエンタテインメントの一社提供。
番組の放送が回数を重ねるにつれて、コーナーにおけるリスナーからの投稿、特に常連の投稿者であるハガキ職人が投稿するネタの面白さに注目が置かれ始め、パーソナリティの二人は常連の投稿者を敬い、初めて投稿して来たリスナーを歓待したりと、パーソナリティとリスナーの間で親しい交流が行われた。
また、リスナーもそれに呼応するように、番組の枠にとらわれずパーソナリティの関わる様々なイベントなどにおいても、番組のリスナーである事をアピールするためにカニに関するグッズを自作して来たり、コスプレをして現れたりと更なる交流が行なわれ、その事が番組内で話題に上る事がしばしばあった。

### 主題歌
オープニングテーマ
「春恋心（はるこいごころ）」歌：福井裕佳梨（2007年4月8日 - 2008年3月23日）
「うせろ!涙」歌：福井裕佳梨（2008年3月30日）
エンディングテーマ
「未知なる場所へ」歌：福井裕佳梨（2007年4月8日 - 2007年10月14日）
「Rain Of Love」歌：福井裕佳梨（2007年10月21日 - 2008年2月17日）
「Days Of Kisses」歌：福井裕佳梨（2008年2月24日 - 2008年3月23日）
「未知なる場所へ」歌：福井裕佳梨（2008年3月30日）

### 放送時間
- 文化放送（1134kHz）毎週日曜日 23:30 - 24:00
- 超!A&G+（DRP東京 9302ch）毎週火曜日 17:00 - 17:30（リピート放送 毎週水曜日 7:00 - 7:30）

超!A&G+は、文化放送から2日遅れの放送（リピート放送は3日）。

## 番組コーナー
- カニフラノーツ

番組タイトルになっている「カニフラワー」の目撃情報を紹介。
番組開始当初、このコーナーは「カニフラワー情報局」という名称で始まり、後に別のコーナーと名称が似通っているという理由から「カニフラ探偵団」に改名。その後、2007年10月7日からは、テレビアニメ「ドラゴノーツ -ザ・レゾナンス-」に合わせて「カニフラノーツ」に変更された。名称はたびたび変わっているが、内容は変わっていない。実質上、「カニ」に関する単語を使ったダジャレネタコーナー。
- Song for You（ソング フォー ユー）

リスナーから寄せられた「よかった出来事」を紹介する「よかったさがし」がリニューアルしたコーナー。
リスナーから寄せられた「小さな悩み」や「よかった事」などに対し、福井裕佳梨の「オリジナルの歌」を歌いあげ答える。このコーナーは福井単独で行なわれている。
「よかったさがし」は、文化放送にて放送されていたラジオ番組「福井裕佳梨 よかったさがし」で行なわれていたコーナーを引き継いでいる。
- カニフラ親善大使

世の中に「カニフラワー」を広めるために、リスナーに「カニフラ親善大使」として活動してもらうコーナー。
「カニフラソング作成」「かに道楽とコラボしよう」「カニフラワーアニメ化への道」などへの企画案、モバイル文化放送で配信された「カニフラボイス」のセリフ案、その他「カニフラワー」を広めるために行なわれたリスナーからの活動報告が紹介された。
2008年以降、活動が減ってしまい、このコーナーは行われなかった。
- カニフラインフォメーション

インフォメーションコーナー、スポンサーであるコナミデジタルエンタテインメントの最新情報を紹介。
このコーナーでは、コーナータイトルを独特の区切りで発音している。（「カニフラ・インフォメーション」ではなく「カニフラ・イン・フォーメーション」）これは、助っ人の時に登場した小林ゆうが、コーナータイトルを独特の区切りで言ったことが発端。
- ポンポン質問するから、ポンポン答えちゃって！

Saint Octoberでヨシュア役の小野友樹が、番組にゲスト出演した時にのみ行なわれたプロフィールに関する質問コーナー。

## エピソード
- 毎週、番組冒頭の芝居後に川本から福井に対し問題が出され、その答えが世間一般として不正解でも、番組としては正解だと扱われている。
- 番組内で葉書かメールが採用されると、パーソナリティ及びディレクターの裁量で番組ノベルティである「カニグッズ」がプレゼントされる事がある。「カニグッズ」は番組がオリジナルで作った物ではなく、ごく一般に売られている蟹関連の商品。今までに東急ハンズの商品、川本が旅行したニューヨークとベトナムからの土産、かに道楽の商品、プロデューサーの内田さんからの「カニトリーナ」などの物が、ノベルティになっている。
- 2007年4月22日の放送から福井がはしかで出演を3度休んだため、その間は片岡あづさ、小林ゆうがそれぞれ助っ人として番組に出演した。
- 野球中継の延長により2007年6月10日の放送分が休止したが、超!A&Gやモバイル文化放送のウェブサイトでは当番組ではなく「テニスの王子様 オン・ザ・レイディオ」が休止すると誤記されていた。後日、超!A&Gウェブサイトで訂正記事が書かれた。
- 番組用の挨拶は「かにチワ」、別れの挨拶は「し〜ゆ〜フラワー」
- リスナーから寄せられたニックネーム案から、川本のニックネームに「ちゃる」、福井のニックネームは「ちょこ」に決定。さらにゲストで出演していた片岡あづさには「ちゅう」のニックネームが付けられた。
- 2007年7月22日の放送で、Wikipediaに「福井裕佳梨・川本成のカニフラワー」の項目がある事が紹介された。その後、同年8月5日の放送で、再び話題にされた。
- エンディングでの番組宛メールアドレスを紹介する際には、福井によるボケやモノマネ、川本によるツッコミや被せなど、様々な台本ネタが行われるのが恒例になっている。
- 小野友樹がゲスト出演した際、番組宛に投稿すると約束していたが、翌週の放送時に小野からの投稿は無かった。
- 兵庫県香美町で開催の「カニ検定」を番組で紹介した所、カニ検定のサイトにあるメディア掲載情報の項目に番組の名前が載った。
- 2007年9月9日の放送で、川本と福井が「ちゃるちょこ探偵団」として、ゴスロリ少女探偵団の曲「Mellow Stereo」をカラオケで歌った。その後には、ゴスロリ少女探偵団の曲「Wheel of fortune」や「片岡あづさ&小林ゆう、ちゃるちょこ探偵団」として、セイントオクトーバーキャラクターソングベストアルバム1に収録されている「運命という名のGRAVITY」、さらにゲストの片岡あづさも参加して、小林ゆうの曲「空のコトバ」など様々な歌が披露されている。

そして、2007年11月4日に行われた川本がヴォーカルのバンド「ヴォルコフノーマン」のライヴ「2007 ヴォルコフくん祭り」にて、ちゃるちょこ探偵団がゲストとして人前に初登場し、「Mellow Stereo」を歌った。
- パーソナリティー本人達は「ちゃるちょこ探偵団」を「悪ふざけ」と呼び、「一人でも支援者がいる限り続けたい!」と言っている。
- 「カニフラノーツ」の名称には、川本がドラゴノーツにいっちょがみしたい（仕事依頼が欲しい）という願いが込められている。

そして、ついには川本に対してドラゴノーツからの出演依頼が届き、第14話に「記者A」として登場。さらに次回予告にも登場した。
- たびたびmixi内にある番組のコミュニティの事が話題に上がり、その度にコミュニティの参加人数が増えている事が伝えられている。
- 番組開始当初のコンセプトとして「萌え＆カッコE系ラジオ」という物があった。
- 2008年3月1日に幕張メッセで開催された「第8回JAPANドラッグストアショー」のイベントステージにて、番組初の公開録音が行われた。
- 2008年3月2日の放送時点で、3月いっぱいでの番組終了が発表された。
- 2008年3月30日での放送が最終回であると事前に告知していたが、3月23日の放送で今回が「最終回」であると告げて、その言葉の通りに番組が進められたが、エンディングで来週も放送がある事を告げてその日の放送を終了。そして翌週の放送では「福井裕佳梨・川本成のカニフラワー2（トゥー）」という新番組名を題して番組を開始。「第1回にして最終回」というオチで番組が終了した。
- 2021年2月14日に音声SNSサービスClubhouse内のroomにて「2007年頃の幻のラジオ『福井裕佳梨と川本成のカニフラワー』の2人が久々にお話しする部屋」を配信、当時の思い出を語った。

## ゲスト出演者
- 小林ゆう（#3、2007年4月22日、助っ人として）
- 片岡あづさ（#4、2007年4月29日・#6、2007年5月13日、助っ人として）
- 片岡あづさ（#7、2007年5月20日）
- 小林ゆう（#8、2007年5月27日）
- 片岡あづさ（#10、2007年6月17日）
- 阿澄佳奈（#14、2007年7月15日）
- 小野友樹（#16、2007年7月29日）
- 片岡あづさ（#28、2007年10月21日・#29、2007年11月4日）
- 小林ゆう（#40、2008年1月20日）
- 明坂聡美（#45、2008年2月24日）
- Sana（新谷さなえ）（#46、2008年3月2日）
- 片岡あづさ（#47、2008年3月9日、公開録音ゲスト）